# آل عباد (مكيراس)

تعديل مصدري - تعديل

ال عباد هي إحدى قرى عزلة مكيراس بمديرية مكيراس التابعة لمحافظة البيضاء، بلغ تعداد سكانها 58 نسمة حسب تعداد اليمن لعام 2004.